# The Essential (album Jeana-Michela Jarre’a)
The Essential – wydana w 2004 roku kompilacja największych przebojów Jeana-Michela Jarre’a, powstałych w latach 1976–2004.

## Utwory
1. „Oxygene Part 4” – 3:54
2. „Zoolookologie” – 4:08
3. „Equinoxe Part 4” – 3:08
4. „Oxygene Part 8” – 3:53
5. „C’est La Vie” – 7:08
6. „Ethnicolor” – 3:37
7. „Oxygene Part 2” – 3:12
8. „Equinoxe Part 5” – 3:25
9. „Souvenir Of China” – 4:05
10. „Chronologie Part 4” – 3:58
11. „Revolution, Revolutions” – 4:56
12. „Band In The Rain” – 1:26
13. „Calypso” – 3:07
14. „Fourth Rendez-Vous (Rendez-Vous 4)” – 3:49
15. „Oxygene Part 6” – 5:18
16. „Diva” – 7:16